# Viticoltura in Francia

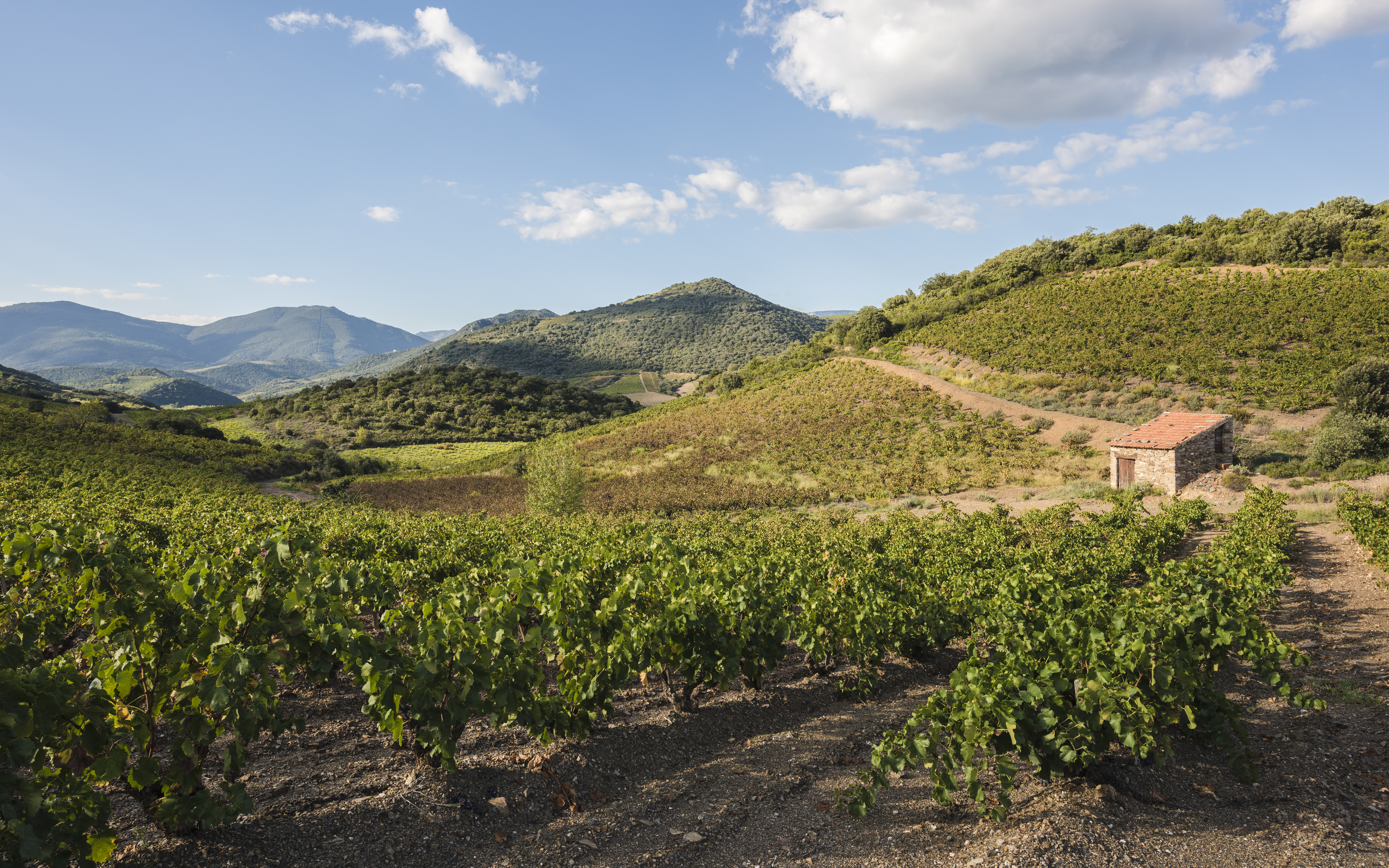
Tipico vigneto delle colline francesi

La viticoltura in Francia, quindi la coltivazione della vite per la produzione di vino, ha radici molto antiche. Attualmente nella produzione di vini a livello mondiale la Francia, con 46,4 milioni di ettolitri (dati OIV 2018), è seconda soltanto all'Italia.

## Storia
Nonostante si ritenga che, come in molti altri paesi vitivinicoli europei, la pianta della vite fosse già presente in Francia allo stato selvatico, le prime testimonianze di coltura della vite sul territorio risalgono a 600 anni prima della nascita di Cristo. In quel periodo, con l'arrivo dei Greci e la fondazione della città di Massalia (attuale Marsiglia), si introdussero  per la prima volta in territorio francese tecniche di viticoltura, vinificazione e conservazione del vino.
Furono i Romani, circa alla fine del secondo secolo a.C., a sviluppare in modo decisivo l'enologia e la viticoltura francese. Antecedentemente al loro arrivo le popolazioni locali (i Galli), anche se erano consumatrici di vino, non erano padrone di tecniche viticole e enologiche sviluppate, a differenza delle popolazioni della penisola italiana: gli Etruschi erano i principali produttori ed esportatori di vino famoso e pregiato di quel periodo.
Le prime testimonianze di viticoltura e produzione di vino di qualità in territorio francese sono riconducibili alla Valle del Rodano, citata anche nella Naturalis Historia come zona produttrice di vino resinato e costoso. In Francia i Romani fondarono anche la città di Narbo (attuale Norbonne) considerata in quel periodo la più importante città francese nel settore viticolo e enologico.
Nel secolo VI prevalentemente per opera di monaci, i quali coltivavano nei loro monasteri la vite al fine di produrre vino da utilizzare durante le liturgie, la viticoltura era ben radicata e diffusa in quasi tutta Francia; le tecniche sviluppate dai monaci durante questo periodo diventeranno le tecniche padri della viticoltura e della enologia moderna.
La diffusione della vite e del vino francese ebbe una notevole crescita nel Medioevo e nell'età moderna anche grazie all'affermarsi di Bordeaux come potenza commerciale e mercantile: infatti la città, essendo geograficamente esposta sull'oceano Atlantico, divenne un punto focale per il commercio europeo e per la commercializzazione del vino di Bordeaux, prodotto nel territorio.
Durante la seconda metà dell'800 nella Francia del Sud, alcune zone viticole in cui ancora non si praticava una lotta chimica a base di zolfo, vennero colpite da importanti infezioni di oidio. I viticoltori notarono che alcune varietà di vite americana risultavano alquanto immuni alla malattia e perciò vennero introdotte varietà americane di vite come la Isabella e altre denominate volgarmente 'Uva Fragola'  nelle colture francesi attraverso gli innesti. Con l'importazione delle barbatelle di queste viti americane, avvenne l'importazione di un terribile parassita che avrebbe poi devastato la viticoltura europea: la Filossera.
Poco dopo, le zone viticole francesi ed europee furono colpite da una nuova crittogama, la peronospora la quale diede un altro tragico colpo alla viticoltura e all'economia vitivinicola. Con l'impiego della 'poltiglia bordolese', ovvero un trattamento a base di rame e calce ideato dai francesi Gayon e Millardet, i danni di questo parassita sulla vite vennero ridotti.

## Sistema di qualità
Nei primi decenni del secolo XX divenne sempre più necessaria la costruzione di un sistema di produzione di qualità dei vini: dato lo sviluppo della produzione di vini da tavola ordinari e le numerose frodi atte a offuscare il prestigio dell'enologia francese nel 1930 venne creato l'AOC (Appellation d'Origine Controlée) ovvero il primo sistema di controllo qualità enologica al mondo, dal quali molti altri Stati prenderanno spunto.
Nel 1935 venne fondato l'INAO (Institut National des Appelations d'Origine) con lo scopo di definire, stabilire e rafforzare i disciplinari di produzione delle singole AOC.
Per essere individuato come AOC, un vino deve rispettare sette criteri:
- Territorio: viene definito il tipo di terreno, l'ubicazione del terreno e l'altitudine del terreno;
- Uva: viene definito il tipo di uva utilizzata;
- Resa: viene definita la quantità massima di vino che può essere raccolta e prodotta da un singolo vigneto;
- Pratiche colturali: vengono definite le modalità di potatura e di fertilizzazione del vigneto, nonché il numero massimo di viti per ettaro;
- Tecniche enologiche: vengono definite le tecniche e le procedure enologiche;
- Grado alcolico: viene definita la percentuale alcolica minima;
- Controlli organolettici: dal 1979 i vini candidati AOC vengono valutati da una commissione apposita.

Il Sistema di Qualità francese si suddivide in quattro livelli di qualità, dal più alto al più basso:
- Appellation d'Origine Controlée, AOC;
- Vin Délimité de Qualité Supérieure, VDQS;
- Vin de Pays;
- Vin de Table.

## Regioni vitivinicole

Mappa delle principali regioni produttrici di vino in Francia.

Le zone viticole francesi vengono suddivise in tre macroaree differenti da un punto di vista geografico e climatico: il Nord della Francia è caratterizzato da un clima continentale, da inverni rigidi e freddi e autunni piovosi; il Sud della Francia è caratterizzato da un clima mediterraneo favorevole alla produzione di vini corposi; la parte Occidentale della Francia è caratterizzata da un clima umido e piovoso.
L'AOC individua in queste macroaree dieci zone di produzione di qualità:

### Alsazia
L'Alsazia è situata nel nord-est della Francia, al confine con la Germania: è rinomata per la produzione dei vini bianchi talvolta con nomi tedeschi. Essa è l'unica zona di produzione che specifica sull'etichetta dei suoi vini i vitigni da cui sono composti. 

#### Vitigni
- Gewürztraminer;
- Muscat;
- Pinot Blanc;
- Pinot Gris;
- Riesling Renano;
- Sylvaner;
- Kerner;
- Scheurebe;
- Elbling;
- Knipperlé;
- Auxerrois;
- Müller Thurgau;
- Pinot Noir;
- Chasselas;

#### Vini bianchi AOC
- Alsace;
- Alsace Grand Cru;
- Gewurztraminer d'Alsazia;
- Vins d'Alsace;

#### Spumanti AOC
- Crémant d'Alsace.

### Bordeaux
Bordeaux si trova sull'Oceano Atlantico, sulla costa occidentale francese, ed è famosa nel mondo per la produzione di vini rossi e per le singolari caratteristiche climatiche: la zona vitivinicola è attraversata da due fiumi, la Dordogna e la Garonna, i quali sfociano nell'estuario della Gironda; la loro presenza attribuisce alla zona un clima temperato seppur umido.

#### Vitigni
- Cabernet franc;
- Cabernet-Sauvignon;
- Merlot;
- Petit Verdot;
- Malbec;
- Carménère;
- Sauvignon;
- Sémillon;
- Muscadelle;

#### Vini bianchi AOC
- Sauternes et Barsac;
- Céronsù;
- Cadillac;
- Loupiac;
- Sainte-Croix-de-Mont;
- Entre-Deux-Mers;

#### Vini rossi AOC
- Médoc;
- Haut-Médoc;
- Graves;
- Pessac-Léognan;
- Libournais.
- Saint-Émilion

### Borgogna
La Borgogna è situata nella zona centro-orientale della Francia.  La Borgogna è suddivisa in cinque zone di produzione principali che prevedono complessivamente più di cento AOC. Il clima è oceanico semi-continentale e varia a seconda dell'altitudine del territorio. La regione della Borgogna è divisa in quattro parti principali:
- La Cote de Nuits (da Marsannay-La-Cote fino a Nuits-Saint-Georges)
- La Côte de Beaune (dal nord di Beaune a Santenay)
- La Côte Chalonnaise
- La Mâconnais

Ci sono due parti della Borgogna che a volte sono considerate regioni separate:
- Beaujolais nel sud, vicino alla regione della Valle del Rodano, dove vengono prodotti principalmente vini rossi dallo stile fruttato che vengono solitamente consumati giovani. Il "Beaujolais Nouveau" è l'unico vino che può essere legalmente consumato nell'anno di produzione (terzo fine settimana di novembre)

- Chablis, a metà strada tra la Côte d'Or e Parigi, dove i vini bianchi vengono prodotti su terreni calcarei donando uno stile più frizzante e d'acciaio rispetto al resto della Borgogna.

#### Vitigni
- Pinot nero;
- Pinot bianco;
- Chardonnay;
- Gamay;
- Aligoté;

#### Vini bianchi AOC
- Chablis;
- Puligny-Montrachet;
- Chassagne-Montrachet;
- Aloxe-Corton;
- Pouilly-Fuissé;
- Saint-Véran;
- Montagny;
- Rully;
- Bourgogne Aligoté Bouzeron;

#### Vini rossi AOC
- Gevrey-Chambertin;
- Vosne-Romanée;
- Nuits Saint-Georges;
- Aloxe-Corton;
- Pommard;
- Santenay;
- Mercurey;
- Givry;
- Rully;
- Beaujolais;
- Beaujolais-Villages;
- Fleurie;
- Brouilly;
- Moulin-à-Vent.

### Champagne
La Champagne è una zona di produzione di rinomati vini spumante prodotti con il Méthode Champenoise. La zona è situata a circa 150 km a nord-est di Parigi ed è divisa in cinque regioni: Montagne de Reims, Vallée de la Marne, Côte de Blancs, Côte de Sézanne e Aube.

#### Vitigni
- Chardonnay;
- Pinot Nero;
- Pinot Meunier;

#### Vini Spumante AOC
- Champagne.

### Jura e Savoia
Il Jura è situato nel centro-est della Francia ai confini con la Svizzera. Nonostante le sue dimensioni ridotte, offre una ampia varietà paesaggistica: i suoi vigneti infatti si trovano in parte su terreni pianeggianti, in parte su altipiani e in parte su montagne ai cui piedi si trova un'area vinicola nota come Revermont.

#### Vitigni
- Savagnin;
- Chardonnay;
- Pinot noir;
- Poulsard;
- Trousseau;

#### Vini AOC
- Arbois;
- Chateau-Chalon;
- Étoile;
- Côtes Du Jura;
- Macvin Du Jura;
- Crémant Du Jura;
- Vin Jaune;
- Vin de Paille.

La Savoia è anch'essa situata nel centro-est della Francia. Anche se la regione è parte di un'unica grande zona di produzione insieme allo Jura, il clima riscontrato in queste zone è molto differente: il clima della Savoia è caratterizzato da inverni freddi, estati calde e frequenti temporali, mentre il Jura ha diversi climi coesistenti ma miti.

#### Vitigni
- Altesse;
- Chasselas;
- Jacquère;
- Mondeuse;
- Verdesse;
- Gamay;
- Persan;
- Pinot nero;
- Chardonnay;

#### Vini AOC
- Vin de Savoie;
- Rousette de Savoie;
- Seyssel;
- Crepy;
- Chignin-Bergeron;
- Cruet;
- Marin
- Montmélian
- Ripaille;
- Saint-jean-de-la-porte;
- Frangy;
- Chignin;
- Chautagne.

### Languedoc-Roussillon
La Languedoc-Roussilon è una zona di produzione situata a sud della Francia e si affaccia sul Mediterraneo. È una delle zone più grandi della Francia, producendo 1/3 dell'intera produzione di vino francese grazie anche al suo clima adatto alla crescita della vite. È composta da due zone: la Languedoc situata ad est e il Roussillon situato più a sud.

#### Vitigni
- Macabeo;
- Grenache blanc;
- Bourboulenc;
- Clairette;
- Picpoul;
- Moscato d'Alessandria;
- Moscata bianco à Petits Grains;
- Carignan;
- Grenache noir;
- Cinsaut;
- Mourvèdre;
- Syrah;

#### Vini AOC
- Minervois;
- Côtes du Roussillon;
- Limoux;
- Clairette du Languedoc;
- Fitou;
- Corbières;
- Côtes du Roussillon-Villages;
- Saint-Chinian;
- Collioure;
- Coteaux du Languedoc;
- Faugères;

#### Vini spumante AOC
- Muscat de Frontignan;
- Muscat de Lunel;
- Muscat de Mireval;
- Muscat de Saint-Jean-de-Minervois;
- Banyuls;
- Crémant de Limuox.

### Provenza e Corsica
La Provenza è situata nel sud-est della Francia. La vicinanza al mare rende la zona di produzione caratterizzata da un clima mediterraneo, molto soleggiato e con estati molto calde, mitigato dalla brezza marina: condizioni ideali per la coltivazione della vite.

#### Vitigni
- Bourboulenc;
- Chardonnay;
- Clairette;
- Grenache blanc;
- Marsanne;
- Sauvignon Blanc;
- Sémillon;
- Ugni Blanc;
- Rolle;
- Braquet;
- Cabernet Sauvignon;
- Calitor;
- Carignan;
- Cinsaut;
- Folle noir;
- Grenache noir;
- Mourvédre;
- Syrah;
- Tibouren;

#### Vini AOC
- Bandol;
- Coteaux d’Aix-En-Provence;
- Cassis;
- Côtes de Provence;
- Les Baux-de-Provence;
- Palette;
- Coteaux Varois;
- Bellet.

La Corsica è la zona di produzione dell'omonima isola francese. Caratterizzata da un clima mediterraneo e dalla presenza di montagne nell'entroterra, presenta le condizioni adatte alla crescita e alla produzione di uva.

#### Vitigni
- Vermentino;
- Grenache;
- Aleatico;
- Sciacarello;

#### Vini AOC
- Vin de Corse Coteaux du Cap Corse;
- Muscat du Cap Corse;
- Rappu;
- Patrimonio;
- Calvi;
- Ajaccio;
- Sartene;
- Vin de Corse Figari;
- Porto-vecchio;
- Vin de Corse.

### Valle della Loira
La Valle della Loira è una zona di produzione situata a Nord della Francia; è bagnata dall'Oceano Atlantico e prosegue sino all'entroterra francese. La valle è attraversata dal fiume Loira, da cui prende il nome. Il clima è piuttosto fresco, caratterizzato da temperature alquanto basse e non è ideale per la sopravvivenza della vite: infatti i vini di questa zona di produzione hanno una bassa presenza di zuccheri e un basso tasso alcolico.

#### Vitigni
- Chenin blanc;
- Sauvignon blanc;
- Chardonnay;
- Pineau d'Aunis;
- Grolleau;
- Gamay;
- Cabernet Franc;
- Côt;
- Pinot Nero;
- Melon de Bourgogne;

#### Vini AOC
- Muscadet;
- Anjou;
- Saumur;
- Touraine;
- Vouvray;
- Chinon;
- Cheverny;
- Coteaux du Layon
- Sancerre;
- Savennières
- Pouilly Fumé.

### Valle del Rodano
La Valle del Rodano è una zona di produzione situata nella Francia meridionale, al di sotto della Borgogna. La valle è attraversata dal fiume Rodano da cui prende il nome. La zona è divisa in due zone: la zona Settentrionale e la zona Meridionale. Il clima è caratterizzato da estati lunghe e calde e inverni freddi e ventosi.

#### Vitigni
- Bourboulenc;
- Clairette;
- Grenache blanc;
- Marsanne;
- Muscat à Petits Grains;
- Picardan;
- Picpoul;
- Roussanne;
- Ugni Blanc;
- Viognier;
- Calitor;
- Carignan;
- Cinsaut;
- Counoise;
- Grenache Noir;
- Mourvèdre;
- Muscardin;
- Syrah;
- Terret Noir;
- Vaccarèse;

#### Vini AOC
- Château-Grillet;
- Saint-Joseph;
- Côte-Rôtie;
- Condrieu;
- Crozes-Hermitage;
- Hermitage;
- Clairette de Die;
- Crémant de Die;
- Côtes du Rhône;
- Côtes du Rhône-Villages;
- Châteauneuf-du-Pape;
- Lirac;
- Tavel;
- Gigondas;
- Vacqueyras.

### Francia Sud-Occidentale
La zona di produzione è a Sud-Ovest della Francia e si divide in quattro aree vitivinicole: la Bordure Aquitaine, il Bergeraçois, i Pyrénées e l’Haut-Pays. Essa è compresa tra Agen e Langon e si estende in questo intervallo lungo il fiume Garonna. Il clima è mediterraneo.

#### Vitigni
- Petit Manseng;
- Gros Manseng;
- Mauzac;
- Len de l'El;
- Semillon;
- Sauvignon blanc;
- Mauscadelle;
- Tannat;
- Fer Servadou;
- Duras;
- Negrette;
- Auxerrois;
- Cabernet Sauvignon;
- Cabernet franc;
- Merlot;

#### Vini AOC
- Madiran;
- Jurançon;
- Gaillac;
- Côtes du Frontonnais;
- Côtes de Saint-Mont;
- Tursan;
- Monbazillac;
- Buzet;
- Pécharmant;
- Saussignac;
- Côtes de Duras;
- Côtes du Marmandais.